# Kyle Walker
Kyle Andrew Walker, född 28 maj 1990 i Sheffield, är en engelsk fotbollsspelare (högerback) som spelar för Burnley.

## Karriär
Kyle Walker blev år 2012 framröstad som den bästa unga spelaren i Premier League. Han förlängde i början av maj 2012 sitt kontrakt med Tottenham Hotspur till 2017.
Den 14 juli 2017 tecknade Walker ett femårskontrakt med Manchester City i en överenskommelse som rapporterades vara värd åtminstone 45 miljoner pund.